# کروکشنک ۳۵۳۱
سیارک ۳۵۳۱ (به انگلیسی: 3531 Cruikshank، نامگذاری:1981FB) سه هزار و پانصد و سی و یکمین سیارک کشف شده‌است که در ۳۰ مارس ۱۹۸۱ کشف شد.
قدر مطلق سیارک برابر ۱۲٫۹۰ است.